# Cinemaglam
Cinemaglam（シネマグラム）は経歴不詳の3名からなる日本の音楽集団プロジェクト。2011年結成。

## 来歴・概要
2011年4月、A-Sketchが設立した新レーベル「muddy water records」の第一弾アーティストとしてメジャー・デビュー。
彼らの活動のコンセプトは、閉塞感を突き破る、刺激的な、前衛的表現を追求していくこと、そして世界観を語るキーワード「ラブ」「アート」「ハプニング」「サプライズ」「エロティック」を入れた"Love avant-garde（ラブアバンギャルド）"であった。
またサウンドコンセプトとしては、"近未来グラムロック"をイメージしている。
デビュー曲である「LOVEコレクション」は、J-WAVEが公式Ustreamチャンネルを使ってビデオクリップを紹介する"ラジオでMV解禁"といった異例なプロモーション方法で行われた。
同年6月29日に1stミニアルバム「LOVE AVANT-GARDE」をタワーレコード限定でリリースした。リリース前のタワーレコードオンライン予約チャート（ジャンル：J-POP-INDIES）では、1位を獲得。
同年7月7日、タワーレコード渋谷店B1 STAGE ONEにて一度きりのプレミアムライブ「REAL? or FAKE!?」開催。音楽配信サイト『LISMO WAVE』の映像番組『SPACE SHOWER LIVE Channel』で生中継された。同ライブでは、M、K、Oの通常メンバーではなく、Mを中心にA-Sketch所属のアーティストにより構成されたスペシャルバンドとして行われるものであった。同ライブ以降の活動は行われていない。

## メンバー
3人それぞれアルファベットをハンドルネームとして名乗っているが、経歴や国籍など詳細情報は事情により明かされなかった。
- M

Vocal・Performance担当
ニュースメディア「音楽ナタリー」の特集コメントでは、「I am grateful for the coincidence and the fate.」（偶然と運命に感謝）と述べている。
- K

Trackmaking・Arrangement担当
「音楽ナタリー」の特集コメントでは、「Pretty excited to put this out.  I think I've got to tweet on Twitter once in a while.」（デビューが決まってうれしい。Twitterでちょいちょいつぶやいていこうかな）と述べている。
- O

Lyric・visual担当
「音楽ナタリー」の特集コメントでは、「I love dim sum.  I'll do my best.  I love kung fu movie.」（飲茶が好きです。頑張ります。カンフー映画が好きです）と述べている。

## ユニット名
Cinemaglamの由来は「映画』のようにストーリー性がある音楽、パフォーマンスをクリエイトするという造語である。

## ディスコグラフィー

### アルバム
|         | 発売日        | タイトル         | 規格品番                                | 収録曲 | 備考                                                     |
| ------- | ------------- | ---------------- | --------------------------------------- | --- | -------------------------------------------------------- |
| 1stミニ | 2011年6月29日 | LOVE AVANT-GARDE | AMWR-1001（初回盤） AMWR-1002（通常盤） | 1. LOVEコレクション 2. サディスティックラブ 3. I've no name 4. 君に愛された理由が分からない 5. 愛ヲ持テ進メ 6. 愛の罪人 | タワーレコード限定 オリコンデイリー17位 オリコン週間26位 |

## ミュージックビデオ
| 監督 | 曲名                 | 備考                                                                         |
| ---- | -------------------- | ---------------------------------------------------------------------------- |
| 不明 | LOVEコレクション     |                                                                              |
| 不明 | サディスティックラブ | 歌舞伎を思わせるビジュアルとアメコミ風アニメがブレンドされた奇抜なMVである。 |

## タイアップ一覧
| 起用年 | 曲名                 | タイアップ                                               |
| ------ | -------------------- | -------------------------------------------------------- |
| 2011年 | LOVEコレクション     | 全国音楽情報TV『MUSIC B.B.』4月度オープニングテーマ      |
| 2011年 | LOVEコレクション     | TBS系『あらびき団』4・5月度エンディングテーマ            |
| 2011年 | サディスティックラブ | TBS系『有田とマツコと男と女』6・7月度エンディングテーマ  |
| 2011年 | サディスティックラブ | テレビ東京系『SHOWBIZ COUNTDOWN』7月度オープニングテーマ |
| 2011年 | 愛ヲ持テ進メ         | 雑誌『日経エンタテインメント!』Power Push!ソング         |

## ヘヴィー・ローテーション/パワープレイ

### テレビ
| 起用年 | 曲名                 | ヘヴィー・ローテーション/パワープレイ              |
| ------ | -------------------- | -------------------------------------------------- |
| 2011年 | サディスティックラブ | スペースシャワーTV ヘヴィー・ローテーション「it!」 |
| 2011年 | サディスティックラブ | WOWOW『Hits seeker』7月度パワープレイ              |

### ラジオ
| 起用年 | 曲名                 | ラジオヘヴィー・ローテーション/パワープレイ |
| ------ | -------------------- | ------------------------------------------- |
| 2011年 | サディスティックラブ | エフエム富士 6月度「SOUND FOREST」          |
| 2011年 | サディスティックラブ | エフエム仙台 7月度パワープレイ              |
| 2011年 | サディスティックラブ | エフエム栃木 7月度「B-HOT!ルーキーズ」      |
| 2011年 | サディスティックラブ | 長野エフエム放送 7月度パワープレイ          |
| 2011年 | サディスティックラブ | エフエム岐阜 7月度パワープレイ              |
| 2011年 | サディスティックラブ | エフエム徳島 7月度パワープレイ              |

## メディア出演

### テレビ
- 『FUTURE TRACKS→R』（2011年6月9日、テレビ朝日系） - 特集[17]

### その他
- フリーペーパー『NEXT BREAKERS JAPAN』 表紙（2011年）